# Kvinnlig könsstympning

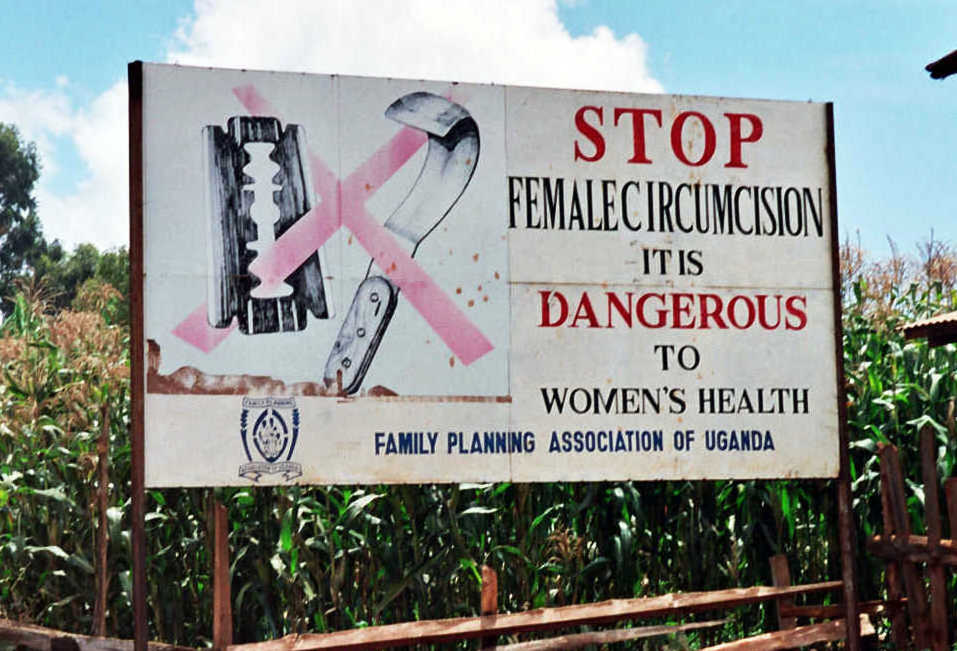
En vägskylt som propagerar mot könsstympning i närheten av Kapchorwa i Uganda: "Stoppa kvinnlig omskärelse. Det är farligt för kvinnors hälsa." Ingreppet är olagligt i landet men utövas fortfarande av de etniska grupperna pokot, sebei och tepeth.

Kvinnlig könsstympning, förr också kallat kvinnlig omskärelse, innebär borttagande av hela eller delar av de yttre kvinnliga könsorganen, det vill säga klitorisollonet samt inre och yttre blygdläppar och klitorishuvan. Könsstympning utförs på flickor främst i olika delar av Afrika och Asien, ibland inom ramen för en initiationsrit, och betraktas i många fall som en förutsättning för att flickan ska kunna gifta sig. I vissa grupper anses ingreppen vara religiöst motiverade, medan de i andra inte alls anses ha att göra med religion. Världshälsoorganisationen beräknar att tre miljoner flickor könsstympas varje år och Unicef uppskattar att minst 125 miljoner flickor och kvinnor i världen är könsstympade. 
I olika delar av världen praktiseras olika former av kvinnlig könsstympning, som är mer eller mindre omfattande. Ingreppet innebär alltid smärta och blödning, och omedelbara medicinska komplikationer som svårighet att urinera kan uppstå. Långsiktiga medicinska komplikationer kan också uppstå och beror på vilken typ av ingrepp som gjorts. Problem vid menstruation och med urinvägsinfektioner har rapporterats, liksom smärta vid samlag och problem vid förlossning. Som vid alla snitt i kroppen finns också alltid risken för infektioner i såret.
Ingen kan säga säkert när och varför olika former av kvinnlig könsstympning en gång uppstod. De tidigaste historiska beläggen går tillbaka ett par tusen år i tiden.

## Världshälsoorganisationens definition och klassifikation
Världshälsoorganisationen har kommit fram till följande definition av kvinnlig könsstympning:
Kvinnlig könsstympning omfattar alla ingrepp som rör borttagande delvis eller helt av de externa genitalierna eller annan åverkan på de kvinnliga könsdelarna av kulturella eller andra icke-medicinska skäl.

De olika typerna av könsstympning och hur de utseendemässigt skiljer sig från en icke könsstympad kvinnas anatomi.

De klassificerar de olika ingreppen enligt följande:
- I. Delvis eller totalt borttagande av klitorisollonet och/eller klitorishuvan (klitoridektomi).
- II. Delvis eller totalt borttagande av klitorisollonet och de inre blygdläpparna, med eller utan excision [bortskärande] av de yttre blygdläpparna (excision).
- III.  Förminskning av den vaginala öppningen genom skapande av en försegling i och med att man skär och sammanfogar de inre och/eller de yttre blygdläpparna, med eller utan excision av klitorisollonet (infibulation).
- IV. Alla andra skadliga ingrepp på de kvinnliga genitalierna av icke-medicinska skäl, exempelvis prickning, snittning, skrapning och brännande.

När det påstås att "hela klitoris" skärs bort, så är detta en folklig föreställning. Hela klitoris kan inte skäras bort. Klitoris är ett organ som är uppåt tio centimeter långt, alltså med förgreningar långt in i kroppen. I flera studier utförda på infibulerade kvinnor som flyttat till ett västerländskt land och låtit "öppna" sig (defibulation) har det visat sig att en majoritet har kvar klitoris intakt eller nästan intakt under den hudbrygga som skapats.
Kliniskt sett är det svårt att dra upp gränserna mellan de olika typerna av ingrepp. När omskärerskor eller andra genomför dem så gör de det enligt lokal tradition, där ingreppen benämns med traditionella namn och inte sällan äger rum under kaotiska omständigheter. Då finns det inte någon egentlig kontroll över vad som verkligen tas bort. Vid undersökning efteråt kan det också vara svårt att se, även för en gynekolog, vad som finns kvar och vad som tagits bort. Världshälsoorganisationens typologi ska därför ses som ett försök att kategorisera, inte som en strikt indelning av verkliga ingrepp.
De första två formerna är de vanligaste. Den tredje förekommer främst i Somalia, Sudan och Djibouti, och utgör omkring 15 % av fallen.

## Medicinska komplikationer

### Omedelbara komplikationer

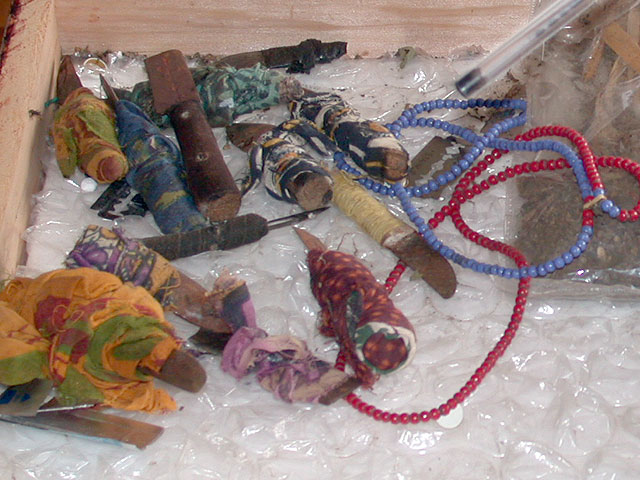
Knivar som använts till kvinnlig könsstympning i östra Afrika.

Vid alla former av kvinnlig könsstympning uppstår smärta (omedelbart eller då eventuell bedövning upphört) och blödning. Vidare finns det alltid en ökad infektionsrisk. Om ingreppet utförs utan bedövning finns också risken att flickan försöker vrida undan kroppen, vilket ökar riskerna för skador på närliggande organ, t.ex. skada på urinröret. Akut urinretention (kvarhållande av urinen i urinblåsan vid svårighet eller oförmåga att tömma denna) kan också uppstå.

### Långsiktiga komplikationer
När det gäller långsiktiga medicinska komplikationer finns det skillnader beroende på hur omfattande ingrepp som gjorts. Det är vanligast att typ III, infibulation, ger de allvarligaste långsiktiga komplikationerna.
Svårighet att tömma blåsan helt när man kissar kan bli ett problem, vilket i sin tur ökar risken för urinvägsinfektioner.
Dyspaureni (smärta hos kvinnan vid samlag) kan också uppstå. Detta gäller inte minst i akut form hos infibulerade kvinnor i samband med att de samlagsdebuterar. Den lilla öppningen ska då vidgas och detta innebär smärta, vare sig det sker genom operativt ingrepp eller genom samlag.
Andra komplikationer som ibland anges som följder av kvinnlig könsstympning gäller operativa ingrepp över huvud taget och kan därför inte specifikt sägas vara förbundna med just kvinnlig könsstympning. Detta gäller exempelvis keloider (ett ärr som buktar ut för att bindväv bildats i överskott), abcesser (en infektion som bäddas in under hud) och cystor.
I en del texter anges också fistlar (öppningar mellan vagina och ändtarmen) som en direkt följd av kvinnlig könsstympning. Fistlar är dock vanliga också i många afrikanska länder där kvinnlig könsstympning inte praktiseras. De anses uppstå som ett resultat av att flickor i dessa länder gifter sig när de är väldigt unga. Om de blir gravida och genomgår förlossning innan deras bäcken är fullt utvecklade kan detta leda till utdragna förlossningar med fistlar som följd.
En studie publicerad 2006 av Världshälsoorganisationen i The Lancet, den brittiska läkartidningen, pekar på statistiska samband mellan kvinnlig könsstympning och medicinska risker för omskurna kvinnor och deras nyfödda. Mer än 28 000 kvinnor som fått förlossningsvård ingick i studien. Risken för att det nyfödda barnet skulle dö var 15 % högre för kvinnor med typ I, 32 % högre för kvinnor med typ II och 55 % högre för kvinnor med typ III (infibulation). Infibulerade kvinnor hade också 30 % högre risk för att få genomgå kejsarsnitt och 70 % högre risk för blödningar i samband med förlossning.
I en studie genomförd i Sverige undersöktes det ofta antagna sambandet mellan kvinnlig könsstympning och utdragen förlossning. 68 journaler gällande könsstympade förstföderskor jämfördes med 2486 icke-könsstympade förstföderskors förlossningsjournaler med avseende på hur lång tid det tagit för kvinnorna att föda fram sina barn (utdrivningsskedet). Resultatet var att genomsnittet för de könsstympade kvinnorna låg på 35 minuter, medan de icke-könsstympade kvinnorna hade ett genomsnittligt utdrivningsskede på 53 minuter. Studiens resultat pekar mot att kvinnlig könsstympning inte leder till utdragna förlossningar, åtminstone inte i resursstarka samhällen som Sverige.

## Konsekvenser för sexualiteten
På vilket sätt kvinnlig könsstympning påverkar enskilda kvinnors sexualitet varierar stort. För varje enskild kvinna kan följden bli nedsatt förmåga att njuta sexuellt, i synnerhet om ingreppet lett till andra medicinska komplikationer. Men i många fall tycks inte ingreppet leda till oförmåga att njuta sexuellt eller uppnå orgasm.
Generellt kan befintliga studier sägas peka åt två olika håll: de studier vars resultat inte visar något direkt samband (i statistisk mening) mellan kvinnlig könsstympning och nedsatt förmåga att njuta sexuellt eller uppnå orgasm. Den första studien som lyfte fram detta gjordes av Hanny Lightfoot-Klein. Hon intervjuade omkring 300 sudanesiska kvinnor (typ III, infibulation). Nästan 90 procent uppgav att de hade förmåga att uppleva orgasm, på en skala från alltid till sällan. Vissa uppgav att de hade långa intensiva orgasmer, andra att orgasmerna var svaga eller svåra att uppnå. Detta kan jämföras med studier som visar att 5–10 procent av (de icke-könsstympade) kvinnorna i USA aldrig upplevt en orgasm.
En senare studie är gjord med 137 omskurna kvinnor, både infibulerade och med mildare former. I gruppen med mildare ingrepp låg andelen kvinnor som kunde uppnå orgasm på 86 procent. I gruppen infibulerade låg den på 91 procent.
Andra studier lyfter fram att kvinnlig könsstympning leder till ökad risk för sexuell dysfunktion:
I en studie gjord i Egypten (typ I och II) med 250 kvinnor visade det sig att av de 80 procent som var könsstympade var det 45 procent som upplevde bristfällig sexuell lust, upplevde lägre frekvens av att de kände sexuell lust under en veckoperiod (28 procent), uppgav lägre grad av initiativtagande under sexakten (11 procent), inte var så nöjda med sex (49 procent), hade en lägre förekomst av orgasmer (25 procent) och upplevde det som svårt att uppnå orgasm (60,5 procent).
I en annan studie, likaså från Egypten, intervjuades (med enkäter) 30 kvinnor med milda ingrepp, 30 med ingrepp där mer av klitorisollonet avlägsnats, samt 57 kvinnor som hade en cysta på klitoris. Författarnas slutsats är att sexualiteten inte hade påverkats för kvinnorna med milt ingrepp, men att de med större ingrepp hade större risk för minskad sexlust, minskad upphetsning och frånvaro av orgasm.
En tidigare studie från Egypten med 133 könsstympade och 26 icke-könsstympade framkom att i den första gruppen kunde 25 procent uppnå orgasm med manuell stimulans av klitorisområdet, medan andelen låg på 50 procent bland de som inte genomgått ingrepp.
Carla Makhlouf Obermeyer, forskare knuten till Harvard och verksam vid Världshälsoorganisationen, har gjort en sammanställning av studier som handlar om hur kvinnlig könsstympning påverkar sexualiteten. Hon sammanfattar: ”När det gäller sexualitet, så lider de flesta befintliga studierna av begreppsmässiga och metodologiska brister, och den evidens som finns stödjer inte hypotesen att omskärelse förstör sexuell funktion eller förhindrar njutning av sexuella relationer”.
En förklaring till dessa resultat kan vara att forskningen i väst hittills på ett ensidigt sätt fokuserat just klitoris (i synnerhet dess yttre del, klitorisollonet) som helt central för kvinnors sexuella njutning.[källa behövs] Forskning visar att också helt andra nervbanor är aktiva vid orgasm: nerver från vagina, klitoris, livmodern och livmoderhalsen.
En annan förklaring kan möjligtvis ligga i att sexuell njutning handlar om mycket mer än anatomi.[källa behövs] Mah & Binik har med sin forskning visat att fysiologiska faktorer ofta kan vara underordnade psykologiska och sociala faktorer när det gäller orgasmisk njutning och tillfredsställelse (sensoriska i förhållande till kognitiva-affektiva aspekter).

## Motiv
Det finns inga generella motiv till kvinnlig könsstympning, då varje grupp som praktiserar traditionen har sina egna lokala motiv till att göra det. I Somalia handlar det ofta om att det ses som ett religiöst viktigt ingrepp: genom könsstympningen ses kvinnan som rituellt "ren" med de rätta förutsättningarna att bli en god muslim, samtidigt är det viktigaste argumentet för dem som arbetar mot sedvänjan just att den sortens ingrepp i själva verket strider mot islam. I Somalia ses det också ofta som en förutsättning för att bli en "riktig kvinna", precis som manlig omskärelse är ett sätt att skapa "riktiga män". Med tiden har ett estetiskt ideal också uppkommit: man tycker att könsstympade kvinnliga könsorgan är vackra. Det finns också andra argument för att upprätthålla traditionen i Somalia, men det varierar från grupp till grupp och från familj till familj. Kanske är det viktigaste motivet att "alla andra" gör det. Så länge det är normen att flickor ska vara könsstympade är pressen hård på både föräldrar och flickor att inte avvika.
På andra platser kan helt andra motiv vara viktiga. Ibland är det en del av en initiationsrit, där flickor ska förberedas inför rollen som vuxen kvinna. I Egypten, där nästan alla flickor könsstympas, ses ingreppet som helt centralt för skapandet av en ärbar, vacker, moraliskt bra kvinna. Antropologen Maria Malmström argumenterar i sin doktorsavhandling för att handlingen är livslång: även om ingreppet i sig är en engångsföreteelse så bekräftas det värde könsstympningen har om och om igen i vardagslivet och skapar en känsla av gemenskap och tillhörighet för alla de kvinnor som genomgått det. På en del platser i världen görs mildare ingrepp redan när flickebarnen är någon månad gamla (i vissa grupper i Östafrika), på andra platser efter giftermål eller vid första förlossningen (i vissa grupper i Västafrika). Det finns platser där unga tonårstjejer väljer att själva genomgå ett ingrepp på klitorisollonet, med eller emot föräldrarnas vilja.
Kvinnlig könsstympning som en väg att dämpa den kvinnliga sexualiteten finns som motiv på en del platser, exempelvis i Etiopien, Eritrea och hos vissa i Somalia. I andra delar av världen där kvinnlig könsstympning äger rum är det inte alls kopplat till detta motiv. Till exempel är det hos kono i Sierra Leone inte ovanligt att kvinnor är sexuellt aktiva innan de är könsstympade. Där finns inte förväntningar på att könsstympningen skulle förstöra sexualiteten, utan kvinnor hävdar att de inte alls har förminskad förmåga att njuta sexuellt efter ingreppet, vanligtvis en så kallad klitoridektomi.

## Kvinnlig könsstympning och religion
Varken Koranen eller Bibeln nämner kvinnlig omskärelse eller könsstympning. Däremot nämns i gamla testamentet att Gud uppmanade Abraham att omskära sig själv och sina söner, och enligt hadither rekommenderade islams grundare profet Muhammad manlig omskärelse. Kvinnlig könsstympning praktiseras av många muslimska och vissa kristna grupper i ett trettiotal afrikanska länder och i några muslimska grupper i Malaysia, Indien och Indonesien. Det finns också en judisk grupp som praktiserar kvinnlig könsstympning, Falasha-judarna i Etiopien. Denna grupp har med början på 1980-talet i stora tal migrerat till Israel, där praktiken att könsstympa flickor tycks ha upphört i samband med migrationen.
I många grupper ses könsstympningen av flickor som en religiös plikt. Det är en mycket omdiskuterad fråga, huruvida religionerna kräver eller tillåter genitala ingrepp på flickor och i så fall i vilken form. En majoritet av världens muslimer och kristna utövar inte denna sed. Kvinnlig könsstympning förekom i Afrika långt innan kristendom eller islam kom dit, men när dessa områden kristnades och islamiserades vävdes praktiken med könsstympning in i de nya religionerna och kom att uppfattas som en religiös tradition.
Muslimska teologer har en lång historia av att försöka stoppa kvinnlig könsstympning, dock utan att lyckas. Det tidigaste exemplet på en muslimsk teolog som argumenterade emot könsstympning av flickor är daterat till 700-talet (västerländsk tideräkning). Senare exempel är muslimska teologer på 1800-talet i Sudan som med religionens hjälp försökte stoppa seden. Också idag tar stora delar av den muslimska eliten avstånd från kvinnlig könsstympning, även om det finns vissa muslimska lagskolor som kan sägas godkänna en mild variant.
Koranverser som använts i muslimska kampanjer mot kvinnlig könsstympning är till exempel ”rubba ingenting i Guds skapelse!” (sura 30, vers 30) eller ”allt vad Han skapar ger en fulländad form” (sura 32, vers 7).
Några hadither (haditherna inom islam är berättelser om vad profet Mohammad sade och gjorde medan han levde) rör kvinnlig könsstympning. Den mest kända är den som beskriver hur profeten gick förbi en omskärerska som precis skulle könsstympa en flicka och sade till kvinnan: ”Ta inte för mycket, för den [klitoris] är till glädje för mannen och får hennes ansikte lysa”. En del muslimer menar att det därmed är acceptabelt med milda ingrepp; andra säger att denna hadith ska tolkas så att Profeten tog avstånd från sedvänjan och hade för avsikt att med tiden helt förbjuda ingreppet. Muslimska motståndare till kvinnlig könsstympning framhåller gärna att denna hadith inte är ”stark”, det vill säga att överföringen av berättelsen genom tiden inte kan fastställas med säkerhet. Motståndare framhåller också gärna att det inte finns någon uppgift som pekar på att profeten lät könsstympa sina egna döttrar.
Men det finns en klyfta mellan den muslimska eliten (som oftast tar avstånd från kvinnlig omskärelse) och den mer folkliga gräsrotsnivån där människor upplever att kvinnlig könsstympning är ett tecken på att de är goda troende. I Somalia ses ofta könsstympningen av flickor som ett tecken på att de nu är riktiga muslimer, och i delar av Etiopien kan en liten flicka inte bäras fram till det kristna dopet om hon inte är religiöst ”ren” genom könsstympning.

## Historik
Ingen vet var eller varför kvinnlig könsstympning uppstått. Det finns belägg för att det existerat ett par tusen år tillbaka i tiden. Ett av de tidigaste spåren är i en grekisk papyrus från år 163 f.Kr. Där skrivs det till en person i maktställning i Memfis, Egypten, att modern till en flicka kallad Tathemis begär pengar då hennes dotter nu är i en ålder då det är brukligt att hon omskärs och därför behöver lämplig klädsel och hemgift.
När forskare spekulerar kring upphovet till kvinnlig könsstympning förekommer bland annat följande hypoteser:
- Patriarkatets vilja att kontrollera kvinnor och deras sexualitet (radikalfeministisk förklaringsmodell)[47][48][49]
- Mäns osäkerhet kring faderskap leder till att familjer vill visa upp "kyska" döttrar (teorin om sociala konventioner)[50]
- I samhällen med knappa resurser för överlevnad kan kvinnlig könsstympning fungera som ett samhällets sätt att reglera befolkningsökningen (funktionalistisk förklaringsmodell)[51]
- Kvinnlig omskärelse är en symbolisk motsvarighet till manlig omskärelse (symbolism),[52][53] som förekom i Egypten år 2300 f.Kr.

Ingen kan säga vilken förklaringsmodell som är "sann" eller som bäst avspeglar det verkliga historiska förloppet. Man kan inte heller utesluta att olika former av kvinnlig könsstympning uppstått av olika skäl på olika platser.
Det har under 2010-talet varit en global trend att förbjuda kvinnlig könsstympning. Enligt en undersökning i 29 länder i Afrika och Mellanöstern gjord av Unicef är företeelsen fortfarande vitt spridd trots att åtminstone 24 av dessa länder har lagstiftning eller någon form av förordning mot könsstympning. Sudan, till exempel, godkände 2020 en lag som förbjöd detta. Gambia förbjöd 2015 könsstympning och blev därmed det första landet i Afrika att avskaffa det.

## Förekomst i världen

Utbredningskarta

Förekomst av könsstympning för flickor 0–14 år enligt UNICEF november 2014.

Världshälsoorganisationen beräknar att tre (alternativt drygt två) miljoner flickor könsstympas varje år. Totalt anses mellan 100 och 200 miljoner kvinnor i världen vara könsstympade. I en beräkning som finansierades av Världshälsoorganisationen uppskattas antalet könsstympade kvinnor och flickor (från 10 år och äldre) i Afrika vara omkring 91,5 miljoner.

### Afrika
Kvinnlig könsstympning förekommer i ett bälte som sträcker sig från Senegal, Gambia och Mauretanien i västra Afrika till Afrikas horn i öst. Förekomsten varierar med etnisk bakgrund: i vissa länder är förekomsten mycket hög i en del etniska grupper och mycket låg eller obefintlig i andra, vilket gör att en del statistiska uppgifter utgör ett genomsnitt för landet i helhet.
En majoritet av kvinnorna i Somalia, Sudan och Djibouti har genomgått infibulation (typ III). Infibulation förekommer också i en del etniska grupper i till exempel Eritrea och Etiopien.
Den första studien på svenska om kvinnlig könsstympning publicerades 1969 av antropologen C-J Charpentier med titeln "Clitoridektomi i Afrika - ett medicinskt ingrepp och ett socialt komplex" (Studier i afrikansk etnografi). Den följdes året efter av hans licentiatavhandling med samma titel.
| AFRIKA                       |         |
| Fler än 80 % av kvinnorna    |         |
| Djibouti                     | 90–98 % |
| Egypten                      | 97 %    |
| Guinea                       | 99 %    |
| Somalia                      | 90–98 % |
| Mali                         | 92–94 % |
| Sierra Leone                 | 80–90 % |
| Sudan (norra)                | 80 %    |
| 25–80 % av kvinnorna         |         |
| Eritrea                      | 60–80%  |
| Etiopien                     | 60–80 % |
| Benin                        | 20–50 % |
| Burkina Faso                 | 60–67 % |
| Centralafrikanska republiken | 35–45 % |
| Elfenbenskusten              | 43–45 % |
| Gambia                       | 60–90 % |
| Guinea-Bissau                | 50 %    |
| Kenya                        | 32–38 % |
| Liberia                      | 10–60 % |
| Mauretanien                  | 25–80 % |
| Senegal                      | 5–28 %  |
| Tchad                        | 45–60 % |
| Togo                         | 12–50 % |
| 1–25 % av kvinnorna          |         |
| Ghana                        | 5–30 %  |
| Kamerun                      | 5–20 %  |
| Niger                        | 5 %     |
| Nigeria                      | 19–25 % |
| Tanzania                     | 18 %    |
| Uganda                       | 5 %     |
| Zaire (Kongo-Kinshasa)       | 5 %     |

### Mellanöstern och Asien
Kvinnlig könsstympning praktiseras i okänd omfattning i Förenade Arabemiraten, Jemen och i enstaka grupper i Irak. I Indonesien, Malaysia och Indien utförs det i vissa muslimska grupper.

### Europa
Enligt en rapport ifrån EU-Kommissionen lever 500 000 offer för kvinnlig könsstympning i EU.
Somalier i Europa som bor i Storbritannien, Sverige och Norge tar sina döttrar till en könsstympningsinrättning i kenyanska Nairobi. Inrättningen utför som mest 30 könsstympningar för sina tillresta kunder i veckan.
Könsstympning har traditionellt praktiserats i delar av den delvis muslimska ryska delrepubliken Dagestan. Sedvänjan förekom ännu i vissa bergsbyar så sent som 2016, och att myndigheterna inte försökt förhindra det hela väckte internationell uppmärksamhet.

#### Frankrike
I Frankrike är könsstympning förbjudet och myndigheter motarbetar brottet aktivt. Hittills har ungefär 100 föräldrar och utövare fällts i domstol för detta brott. Man uppskattar att cirka 20 000 flickor i Frankrike ligger i riskzonen. I Frankrike kontrolleras barnens genitalier regelbundet, speciellt de som tillhör etniska högriskgrupper. Eftersom myndigheter Storbritannien anses mindre stränga så skickas flickor dit för att stympas. Offer för brottet erbjuds gratis rekonstruktionskirurgi på statens bekostnad. Rekonstruktionskirurgi innebär att delen av klitoris som lämnades kvar identifieras under ärrvävnanden och återställs till sin ursprungliga plats och uppfanns av franske kirurgen Pierre Foldes.

#### Norge
Den 1 januari 1996 kriminaliserades könsstympning (norska: kjønnslemlestelse) i norsk lagstiftning med upp till åtta års fängelse i straffskalan, men år 2007 hade ingen dömts för detta brott och ingen hade heller åtalats.
År 2007 rapporterade NRK att 185 norsksomaliska flickor blivit könsstympade under 2005-2006, siffror som samlats in genom att intervjua 10 kvinnor som arbetade som könsstympare på plats i Hargeisa i nordvästra Somalia. Stympningen kostade cirka 150 norska kronor att utföra. Könsstymparnas kunder som reser ifrån Norge tenderade att dyka upp efter skolavslutningen, på sommaren.

#### Storbritannien
I Storbritannien är könsstympning förbjudet sedan 80-talet men ännu år 2012 hade ingen dömts för detta brott. 20 000 flickor anses tillhöra riskgruppen för att utsättas  och år 2007 uppskattades 66 000 ha blivit utsatta för detta brott. En studie finansierad av Home Office och välgörenhetsorganisationen Trust for London uppgav antalet till 137 000 i England och Wales för år 2011. NHS erbjuder inte rekonstruktionskirurgi, men det finns 17 specialistkliniker i Storbritannien.

#### Sverige
I Sverige, som första land i västvärlden, är kvinnlig könsstympning uttryckligen förbjudet i lag sedan 1982, även om ingreppet sker under en utomlandsresa. Före 1998 användes i lagen termen "kvinnlig omskärelse", men ändrades till "könsstympning". Det finns flera lagrum som berör hantering av frågan om kvinnlig könsstympning i Sverige: inklusive brottsbalken, lag (1982:316) med förbud mot könsstympning av kvinnor, socialtjänstlagen och lag med särskilda bestämmelser om vård av unga. 
Sedan 1982, då könsstympning kriminaliserade i Sverige, har två fall lett till fällande dom och ett tredje fall gällde planerad könsstympning.
Socialstyrelsen uppskattade år 2015 att antalet flickor och kvinnor som genomgått ingreppet innan de kom till Sverige till 38 000 och de vanligaste födelseländerna för dem är Somalia, Egypten, Etiopien, Eritrea och Gambia. Socialstyrelsen undersökte ej hur många som genomgått ingreppet under tiden den varit bosatta i Sverige.
Forskarna Sara Johnsdotter och Birgitta Essén, menar att tvångsundersökningar ger onödigt lidande. Efter en tvångsundersökning 2005 dömdes en svensk kommun till skadestånd för att ha brutit mot diskrimineringslagstiftningen och åsamkat flickan emotionell skada.
Förebyggande arbete mot kvinnlig könsstympning inleddes i Sverige i början av 1990-talet. Det var då det så kallade Göteborgsprojektet startade på initiativ från Socialstyrelsen och bedrevs mellan 1993 och 1996. Uppdraget var att främja vård åt Sverigeboende kvinnor och flickor som genomgått omskärelse, men också att arbeta med opinion mot könsstympning i afrikanska invandrargrupper. Socialstyrelsen tilldelades 2,7 miljoner kronor under 1998–2001 för att arbeta mot könsstympning i Sverige.
Ideella organisationer är aktiva i Sverige med arbete för att motverka kvinnlig könsstympning, bland annat ActionAid, Rädda Barnen, Amnesty och RFSU.
År 2014 uppskattades 90 000 offer för kvinnlig könsstympning leva i Sverige.

#### Tyskland
Enligt människorättsorganisationen Terre des Femmes lever 25 000 offer i Tyskland och ytterligare 2 500 hotas. Stympningen begås till exempel i hemlandet under skollov eller reser en person till Tyskland för att stympa där. I Berlin öppnades i september 2013 "Desert Flower Center" som erbjuder både kirurgisk och psykologisk lindring till offren.

### Oceanien

#### Australien
Straffet för könsstympning skärptes från 7 till 21 års fängelse i provinsen New South Wales år 2014 och därmed blev påföljden i nivå med Tasmaniens. År 2017 dömdes de första gärningsmännen för detta brott, en mor till de två offren, en sjuksköterska och en andlig ledare inom sekten Dawoodi Bohra. Stympningen utfördes i Australien på de två flickorna när de var sju år och gärningsmännen dömdes till vardera femton månaders fängelse.

## Lagstiftning
Könsstympning av kvinnor är förbjudet i samtliga länder i västvärlden, och alltfler utvecklingsländer förbjuder också sedvänjan. Vissa länder tillämpar generell lagstiftning mot misshandel och vållande av kroppsskada, bland annat Frankrike där ett trettiotal personer dömts för kvinnlig könsstympning.
Det förekommer även speciallagstiftning (sedan 1982 i Sverige) som uttryckligen förbjuder kvinnlig könsstympning. Sådana speciella lagstiftningar mot kvinnlig omskärelse/könsstympning finns också numera i Norge, Danmark, Belgien, Storbritannien, Italien, Spanien och Österrike. En speciallagstiftning anses vara opinionsbildande och ge uppmärksamhet åt frågan. Det har också funnits förhoppningar om att en speciell lag skulle göra brottet lättare att ta till domstol. Forskning på EU-nivå förespråkar inte speciallagstiftning.

## Genitala undersökningar
Genitala undersökningar för att fastställa huruvida könsstympning ägt rum kan göras på olika sätt, till exempel genom screening, frivillig gynekologisk undersökning eller tvångsundersökning.

## Preventiva och stödjande åtgärder
I både Afrika och västerländska länder finns en stor mängd organisationer som arbetar förebyggande mot kvinnlig omskärelse: till exempel Unicef och UNFPA som tillhör FN, Amnesty International, FORWARD i England och GAMS i Frankrike. Den mest kända organisationen torde vara Tostan, som arbetar i många afrikanska länder. De startade i Senegal 1991 med en alfabetiseringskampanj som slutade med att kvinnorna som deltog, på eget initiativ, deklarerade att hela byn skulle upphöra med omskärelse av flickor. Initiativet spred sig till närliggande byar, som också de deklarerade att traditionen övergavs. Sedan 1997 har över en halv miljon senegaleser gjort offentliga deklarationer. Tostan finns idag även i Guinea, Gambia, Mauretanien, Somalia och Djibouti.

## Terminologi
Historiskt har praktiken gått under benämningen “kvinnlig omskärelse” (female circumcision). Under flera hundra år har sedvänjan omnämnts av exempelvis upptäcktsresande, missionärer och europeiska läkare som arbetade i kolonierna i Afrika.
Under sent 1970-tal uppmärksammades frågan i större skala i och med utgivningen av den amerikanska feministen Fran Hoskens bok The Hosken Report. Det var också Fran Hosken som myntade begreppet 'female genital mutilation', på svenska kvinnlig könsstympning. I Sverige väcktes frågan 1979, främst genom en artikelserie i Svenska Dagbladet och tre artiklar i tidningen Vi.
När Sverige lagstiftade mot praktiken 1982 hette lagen ”Lag med förbud mot omskärelse av kvinnor”. Terminologin i lagtexten ändrades 1998 så att lagen idag heter ”Lag med förbud mot könsstympning av kvinnor” (SFS 1982:316).
De flesta aktivistorganisationerna använder termen female genital mutilation. På det internationella forskningsfältet finns det en del forskare som också gör det (en del med medicinsk bakgrund). De flesta samhällsvetenskapligt inriktade forskarna använder termen female genital cutting eller female circumcision.  Vilken term man väljer avspeglar perspektiv och på så sätt är varje benämning politiskt laddad. En del organisationer använder idag båda begreppen: FGM/C (female genital mutilation/cutting), t.ex. FN-organen UNICEF och UNFPA samt Intact Network.

### Samband med slavhandeln
Slavhandeln på Röda havet uppges ha ett samband med kvinnlig könsstympning.
Många flickor som föll offer för slavhandeln såldes som sexslavar på marknaden i till Mellanöstern och Arabvärlden till in på mitten av 1900-talet, och könsstympning uppfattades höja värdet på en kvinnlig slav eftersom det signalerade oskuld och ansågs förhindra oönskade graviditeter och otrohet.

### Europa och Nordamerika
Det finns bara en grupp från Europa där stympande ingrepp gjorts på kvinnliga genitalier av rituella skäl. Det var i den ryska kristna Skoptzy-sekten, känd från 1700-talet och framåt (skoptzy betyder ”kastrerad”). Gruppen decimerades kraftigt i början av 1900-talet och rapporteras ha upphört att existera på 1960-talet. Både mäns och kvinnors könsorgan stympades; kvinnorna genom att bröst och yttre könsorgans skars bort. Stympningen skedde med utgångspunkt från en vers i Matteusevangeliet: ”Det finns sådana som är utan kön från födseln och sådana som av människor har berövats sitt kön och sådana som själva har gjort sig könlösa för himmelrikets skull. Den som kan må tillägna sig detta" (Matt 19:12).
Västerlänningars medicinska ingrepp i kvinnliga genitalier går tillbaka nästan två tusen år. Greken Soranos, som kallats historiens första gynekolog, nedtecknade ett avsnitt om hur en operation skulle utföras för att förminska ett mycket stor klitorisollon. I mitten av 1700-talet skrev en tysk läkare om hur klitoridektomi (avlägsnande av klitoris synliga delar, klitorisollonet) sällan utfördes på europeiska kvinnor med stort klitorisollon, eftersom dessa dolde detta tillstånd, antingen av “blygsamhet, lust eller rädsla för skalpellen”. En professor vid Paris universitet framhöll på 1600-talet att alla kvinnor borde genomgå klitoridektomi för att hålla den ohämmade kvinnliga sexualiteten i schack.
Från 1800-talets början och hundra år framåt finns otaliga fallbeskrivningar av klitoridektomier på kvinnor i Europa och Nordamerika. Ingreppen gjordes för att bota lusten att onanera (vilket i sig ansågs leda till både psykisk och fysisk sjukdom), hysteri, mani, galenskap, epilepsi och en mängd andra tillstånd. Den mest kände kirurgen på området var engelsmannen Isaac Baker-Brown som på sin klinik opererade bort klitorisollonet på hundratals kvinnor i slutet av 1800-talet.
På 1950-talet fanns det några amerikanska läkare som rekommenderade “kvinnlig omskärelse” på alla flickor. Man hänvisade till att ingreppet gjordes som rutin på pojkar (fortfarande sker manlig omskärelse på många nyfödda pojkar i USA, trenden är dock fallande; med olika hög förekomst i olika delar av USA ligger ett genomsnitt på 63 procent ) av hygieniska skäl, och att det borde göras på flickor av samma skäl. Det hävdades också att omskärelse av flickor kunde förhindra psykosomatisk sjukdom och förebygga skilsmässor, eftersom ingreppet skulle underlätta för att få orgasm. 1989 drogs legitimationen in för läkaren James C. Burt, verksam i Ohio. Han hade utfört "kvinnlig omskärelse" på 170 patienter, från 1960-talet och framåt. Han ansåg att kvinnor var anatomiskt felbyggda för att ha samlag; något han menade att han kunde åtgärda genom att bland annat ta bort klitoris förhud, omlokalisera vagina och flytta urinröret. Han kallade ingreppet för "surgery of love". En del patienter hade sökt för helt andra besvär än genitala, men ingreppen utfördes på dem utan samtycke när de var nedsövda. Några av dem som försökte anmäla honom blev inte trodda, och fallet ledde inte till granskning förrän en anställd på Burts klinik offentligt tillkännagav att dessa ingrepp faktiskt ägde rum.
Idag utförs genitala ingrepp på vuxna västerländska kvinnor efter samtycke, kallat intimkirurgi. De vanligaste ingreppen är förkortning av blygdläppar, försnävning av vagina, fettsugning av venusberget och klitorislyft. En läkare i Malmö fick i september 2007 en varning från Hälso- och sjukvårdens ansvarsnämnd för att han vid ett intimkirurgiskt ingrepp avlägsnade så mycket vävnad att kvinnan efteråt kände sig stympad och hade svårigheter med att urinera. Diskussion har uppstått om huruvida intimkirurgiska ingrepp strider mot könsstympningslagen eller inte. Kritik har också framförts om att ingreppen strider mot medicinsk etik.

## Manlig omskärelse
Kvinnlig könsstympning jämförs ibland med manlig omskärelse, ett ingrepp där mannens eller pojkens förhud avlägsnas så att ollonet friläggs helt. Ingreppen skiljer sig dock på många punkter, även om likheter finns. Båda ingreppen har ofta en rituell funktion. För kvinnlig omskärelse finns stora risker för omedelbara medicinska komplikationer såsom ymnig blödning och infektionsrisk. Permanenta medicinska komplikationer kan också uppstå, särskilt vid mer omfattande ingrepp. Dessa risker är mindre för män som genomgått omskärelse, även om medicinska risker finns och smärta givetvis förekommer. Liksom kvinnlig könsstympning får manlig omskärelse konsekvenser för sexuallivet, fastän i annan omfattning.